# Barbara Kwiatkowska-Lass

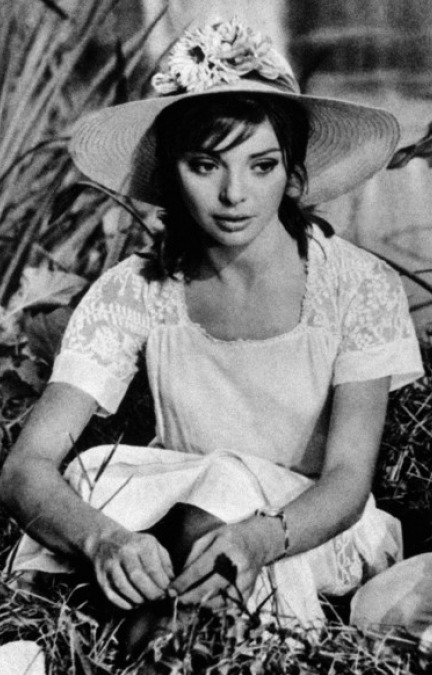
Lass w filmie Che gioia vivere (1961)

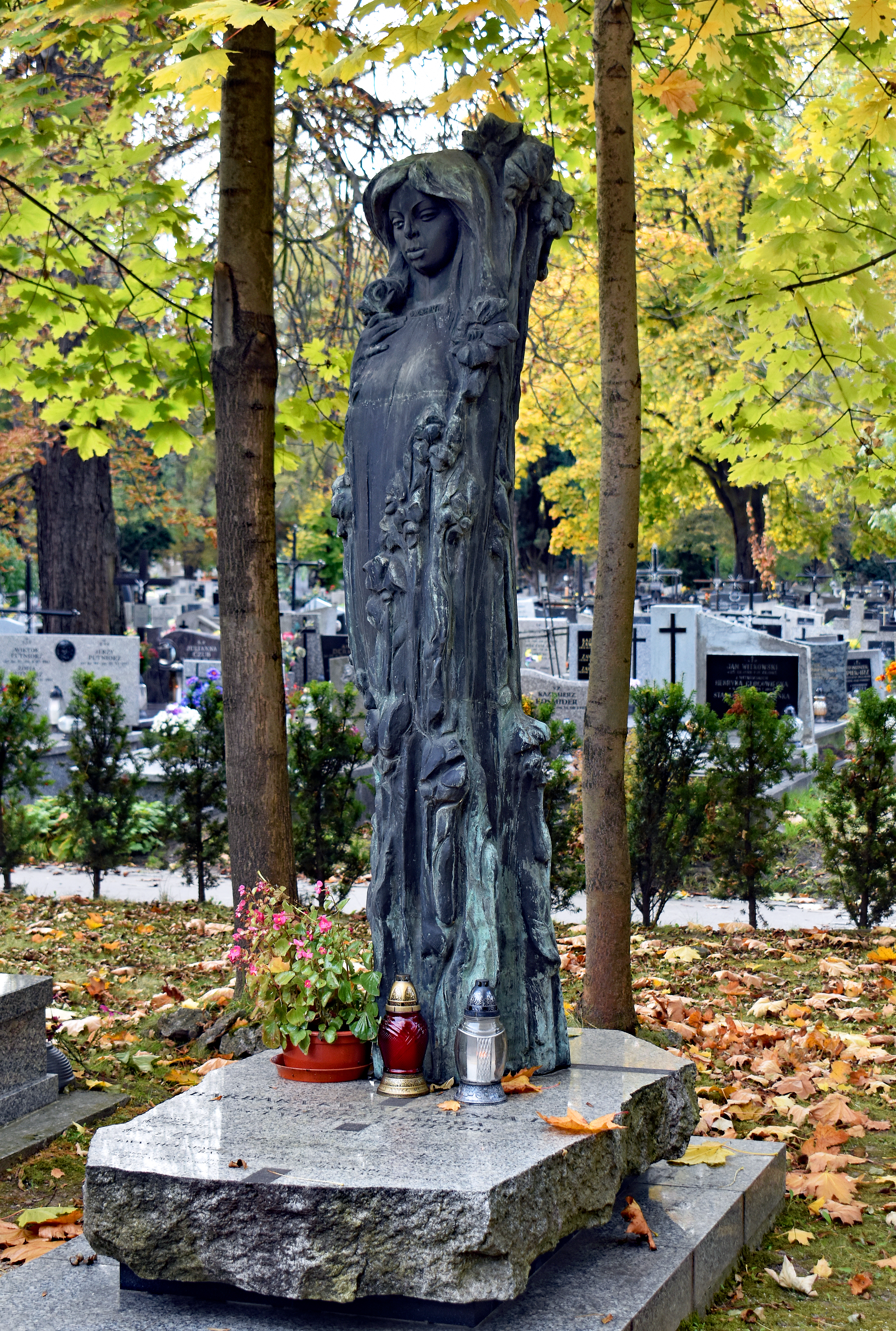
Cmentarz Rakowicki-Aleja Zasłużonych
Grób Barbary Kwiatkowskiej-Lass

Barbara Kwiatkowska, pseudonim art. Barbara Lass (ur. 1 czerwca 1940 w Patrowie koło Gostynina, zm. 6 marca 1995 w Baldham koło Monachium) – polska aktorka filmowa.

## Życiorys

### Początki kariery
Po zakończeniu II wojny światowej została tancerką w zespole CRZZ „Skolimów”, uczyła się także w warszawskiej szkole baletowej.
Zagrała główną rolę w komedii Tadeusza Chmielewskiego Ewa chce spać (1957). Wbrew krążącym pogłoskom, nie trafiła do filmu po udziale w konkursie „Piękne dziewczyny na ekrany” (organizowanym przez tygodnik „Film”), bo wcale się do niego nie zgłosiła. W istocie została wypatrzona przez Chmielewskiego i Andrzeja Czekalskiego podczas kręcenia scen tanecznych do krótkometrażowego filmu Bronisława Broka Epizod. Po premierze Ewy… stała się rozpoznawalna w Polsce, a jej zdjęcia pojawiały się na okładkach poczytnych czasopism.
Następnie zagrała m.in. studentkę ASP Iwonę Słowikowską w komedii Pan Anatol szuka miliona (1958), Sabinę Lamięcką w Żołnierzu królowej Madagaskaru (1958), babcię klozetową w młodości w dyplomowym filmie Romana Polańskiego Gdy spadają anioły (1959) i bezpruderyjną Jolę w Zezowatym szczęściu (1960) Andrzeja Munka.

### Kariera za granicą
W 1959 była członkinią polskiej delegacji na 7. Międzynarodowym Festiwalu Młodzieży w Wiedniu. Tam została dostrzeżona przez francuskiego reżysera Roberta Ménégoza, który powierzył jej główną rolę – obok Jeana-Louisa Trintignanta – w swoim filmie Tysięczne okno (1960). Następnie wystąpiła, już pod pseudonimem Barbara Lass, jako anarchistka Francai Fossati w filmie Co za radość żyć z Alainem Delonem.
W 1963 zagrała główną rolę Françoise Merigne w filmie Rififi w Tokio. Na planie zdjęciowym nawiązała romans z aktorem Karlheinzem Böhmem, za którego wkrótce wyszła za mąż, wcześniej rozwodząc się z Romanem Polańskim. 

### Spowolnienie kariery
Od połowy lat 60., pod wpływem męża, grała rzadziej, głównie w niemieckich filmach, choć pojawiła się też w Jowicie (1967) Janusza Morgensterna.
Grała później m.in. rolę Rosalidy, kobiety lekkich obyczajów, w filmie Krzysztofa Zanussiego Sinobrody (1983) oraz Ines, główną bohaterką Stachel im Fleisch (1981).
Współpracowała z Rozgłośnią Polską Radia Wolna Europa w Monachium oraz działała w niepodległościowym Klubie Niezależnej Myśli Politycznej imienia Juliusza Mieroszewskiego. Była wiceprzewodniczącą i jednym z założycieli Stowarzyszenia na Rzecz Porozumienia Niemiecko-Polskiego, m.in. jej zasługą było wprowadzenie do monachijskiej telewizji kablowej Telewizji Polonia.

### Śmierć i pogrzeb
Zmarła nagle na udar mózgu, 6 marca 1995, podczas koncertu Ala Porcino. Spoczywa w alei zasłużonych na cmentarzu Rakowickim w Krakowie (kwatera LXIX pas C-1-8). Jej pomnik nagrobny jest dziełem Mariana Koniecznego, na płycie znajdują się m.in. słowa Jacka Kaczmarskiego: „Ewa chce spać… Basia kochała, żyła – teraz śpi”.

### Życie prywatne
9 września 1959 wyszła za reżysera Romana Polańskiego, jednak rozwiedli się w 1962. Miała przelotny romans z artystą-grafikiem Lechem Zahorskim, a w trakcie małżeństwa z Polańskim również z reżyserem Gillem Pontecorvo. Na planie filmu Rififi w Tokio zaczęła romans z aktorem Karlheinzem Böhmem, który został jej drugim mężem i z którym miała córkę, Katharinę (ur. 1964), również aktorkę. Po drugim rozwodzie na początku lat 80. jej partnerem życiowym został muzyk jazzowy Leszek Żądło, z którym pozostała aż do swojej śmierci.

## Upamiętnienie
Koncert ku pamięci Barbary Kwiatkowskiej odbył się w Monachium w Teatrze „Kleine Komedie”, 6 marca 2005 w dziesiątą rocznicę jej śmierci.

## Filmografia
- 1957: Ewa chce spać jako Ewa Bonecka – za tę rolę otrzymała nominację do nagrody Złota Kaczka
- 1958: Pan Anatol szuka miliona jako Iwona Słowikowska
- 1958: Żołnierz królowej Madagaskaru jako Sabina Lamięcka
- 1959: Obrazki z podróży (niewymieniona w czołówce); etiuda szkolna
- 1959: Tysiąc talarów jako Kasia Wydech
- 1959: Gdy spadają anioły jako staruszka w młodości; etiuda szkolna
- 1959: Słoń jako uczennica; etiuda szkolna
- 1960: Ostrożnie Yeti jako panna młoda (niewymieniona w czołówce)
- 1960: Zezowate szczęście jako Jola
- 1960: Tysięczne okno (La Millième fenêtre jako Ania
- 1961: Co za radość żyć (Che gioia vivere) jako Franca Fossati (jako Barbara Lass)
- 1961: Lycanthropus jako Priscilla
- 1962: Spóźnieni przechodnie jako ona sama
- 1962: Miłość dwudziestolatków jako Basia (nowela Warszawa)
- 1963: Rififi w Tokio (Du rififi à Tokyo) jako Françoise Merigne
- 1963: Występek i cnota (Le Vice et la vertu) jako kelnerka (niewymieniona w czołówce)
- 1965: Serenada dla dwóch szpiegów (Serenade für zwei Spione) jako Tamara
- 1967: Jowita jako Agnieszka „Jowita”
- 1970: Der Pfarrer von St. Pauli jako Dagmar
- 1970: Hauser's Memory jako Angelika (film TV)
- 1972: Doppelspiel in Paris - Zeugenberichte aus dem gefährlichen Leben der Mathilde Carré jako Renée Borni (film TV)
- 1973: Thanatos palace hotel jako Kirby Shaw (film TV)
- 1973: Opowieść o Effi Briest (Fontane Effi Briest) jako polska kucharka
- 1974: Jak to się robi jako przygodna znajoma
- 1981: Bolesne relacje (Stachel im Fleisch) jako Ines
- 1984: Sinobrody (Blaubart) jako Rosalinde (film TV)
- 1986: Milczenie pisarza (Das Schweigen des Dichters) jako Janina
- 1986: Róża Luksemburg jako matka Róży
- 1990: Zwariowana para (Eine Wahnsinnsehe) jako Herta (film TV)
- 1991: Moskwa - Pietuszki (Moskau - Petuschki) jako Fürstin (film TV)